# Анкерок
Анкеро́к (від нід. anker) — бочонок, використовуваний на флоті для зберігання питної води. Спочатку був сплюснутий дерев'яний бочонок, призначений для перевезення вин ємністю в бочонок вина, у теперішній час виготовляється з металу або пластику.
Входить до постачання шлюпок і служить для зберігання запасів прісної води, місткістю від 16 до 50 літрів, а також як баласт при плаванні під вітрилами.